# Herkunftsbezeichnung
Geografische Herkunftsbezeichnungen, Herkunftsangaben oder Ursprungsbezeichnungen sind Namen von Orten, Landschaften oder andere geografische Angaben, welche die Herkunft einer Ware bezeichnen. Sie geben im Geschäftsverkehr dem Käufer und Verbraucher einen Hinweis darauf, in welcher Gegend die Ware hergestellt oder verarbeitet wurde. Solche Angaben findet man nicht nur bei Lebensmitteln und landwirtschaftlichen Erzeugnissen, sondern auch bei Industriegütern und prinzipiell auch Dienstleistungen. Viele geografische Herkunftsangaben sind markenrechtlich oder durch Gesetze und Verordnungen geschützt und werden in der Werbung mit Siegeln und Logos angepriesen. In der Europäischen Union gibt es hunderte unionsweit nach einem einheitlichen System registrierte und geschützte Herkunftsangaben.
Aus manchen Bezeichnungen geht die Herkunft unmittelbar hervor, beispielsweise beim Nürnberger Lebkuchen. In anderen Fällen wird eine Bezeichnung, die an sich keinen Ort benennt, gleichwohl gedanklich damit verbunden – wie der Feta mit Griechenland. In anderen Fällen ist die geschützte Herkunft auch bei einer Ortsangabe nicht unmittelbar ersichtlich, so bei Parmigiano-Reggiano aus einem größeren Gebiet in Norditalien.

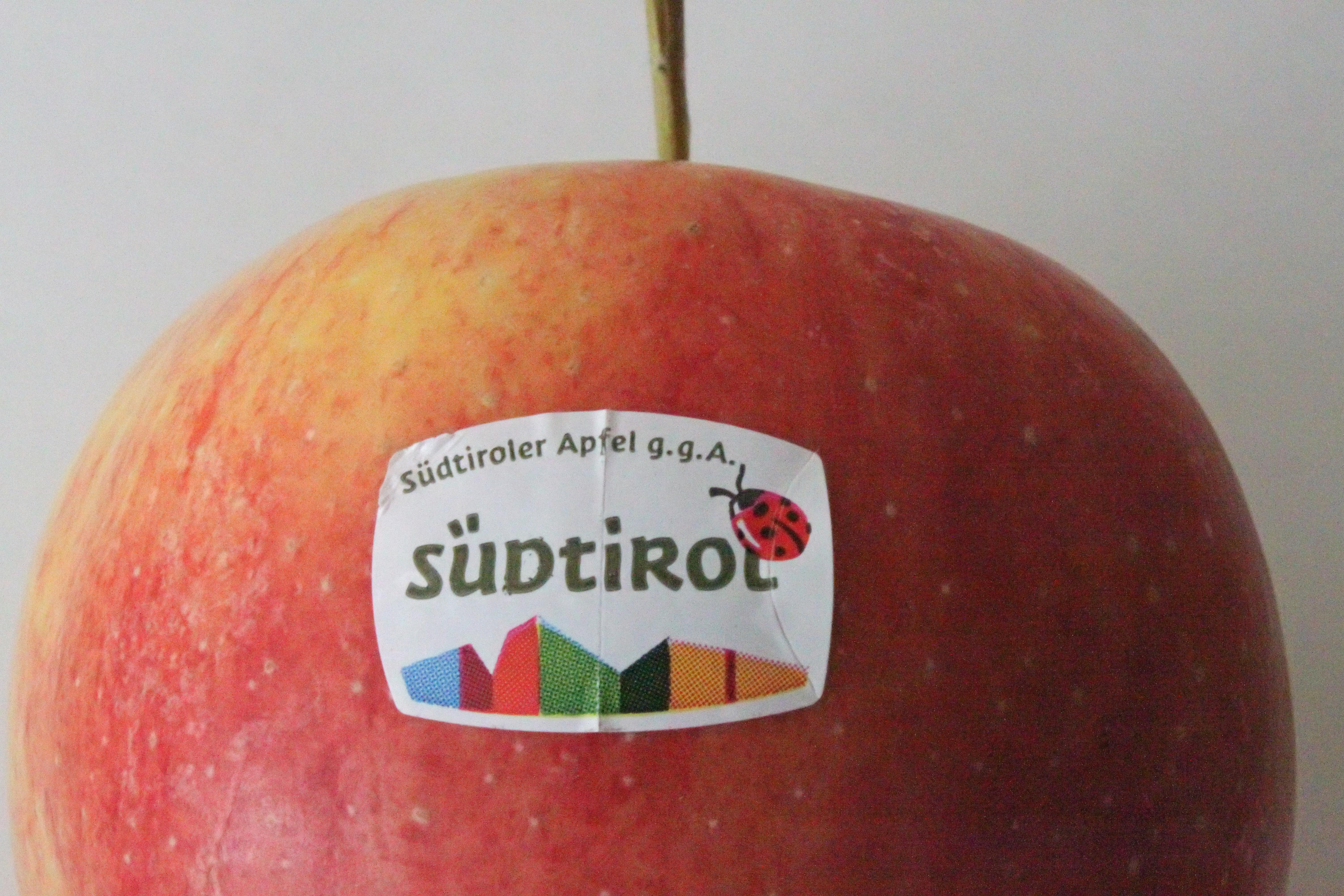
Südtiroler Apfel g. g. A.

## Schutz in der Europäischen Union

### Geschichte
Herkunftsbezeichnungen konnten in vielen (nord-)europäischen Ländern auf nationaler Ebene lange Zeit wegen eines sogenannten Freihaltebedürfnisses nicht als Marke eingetragen werden. Weil markenrechtlicher Schutz deshalb nicht möglich war, wurden manche Herkunftsbezeichnungen missbräuchlich, dabei oft für billige Imitate aus anderen Orten genutzt. So enthielt sogenanntes Lübecker Marzipan, das bis zu Beginn der 1980er Jahre in Deutschland überwiegend südlich von Hannover produziert war, weit weniger Mandeln als das Original aus Lübeck, dafür mehr Zucker, wodurch es billiger herstellbar war.
Nationalstaatliche Vorbilder für den Schutz in EU waren beispielsweise das seit 1935 in Frankreich und seit 1997 in der Schweiz bestehende AOC-Siegel, die DOP-, DOC- und DOCG-Siegel in Italien oder das DAC-Siegel in Österreich. Erster internationaler Vorläufer war 1951 die Konvention von Stresa, die erste internationale Vereinbarung über Käsenamen, an der sich die sieben Länder Österreich, Dänemark, Frankreich, Italien, Norwegen, Schweden und Schweiz beteiligten.

### Markenschutz
Dem Bedürfnis nach Schutz örtlicher Erzeuger, vor allem aber der Harmonisierung des Binnenmarktes und der Unterrichtung der Verbraucher vor ihrer Wahl von Lebensmitteln und landwirtschaftliche Erzeugnisse dienten die 1992 eingeführten Regeln „zum Schutz von geographischen Angaben und Ursprungsbezeichnungen für Agrarerzeugnisse und Lebensmittel“ der Verordnung (EWG) 2081/1992. Diese wurden 2006 mit der Verordnung (EG) Nr. 510/2006 und 2012 mit der Verordnung (EU) Nr. 1151/2012 modifiziert und erweitert. Seit 13. Mai 2024 gilt die Verordnung (EU) 2024/1143, welche die vorige Verordnung (EU) Nr. 1151/2012 ersetzt.
In das Unionsregister der geografischen Angaben eingetragene Bezeichnungen sind geschützt vor jedem Missbrauch und gegen Nachahmung. Das gilt auch, wenn in der Kennzeichnung oder Werbung daneben ein richtiger Herkunftsort genannt ist, bei Nennung in einer sprachlichen Übersetzung oder bei Anspielungen in Zusätzen wie „nach […]er Art“ oder „Typ...“.
2006 waren in der Durchführungsverordnung (EG) Nr. 1898/2006 neue grafische Zeichen, also Siegel oder Logos für in der EU geschützte Herkunftsbezeichnungen festgelegt. Zunächst konnten sie verwendet werden als freiwilliger Hinweis auf diesen Schutz. Seit 2012 sind diese Zeichen verpflichtend auf den Waren zu ihrer Kennzeichnung anzubringen. Ihr Text ist in allen 24 Amtssprachen der EU veröffentlicht und ihre Bilder könnten über eine Netzseite der Europäischen Kommission als Druckvorlage heruntergeladen werden.
Nach ihrer Aussage sind die Kennzeichnungen zweistufig, nämlich unterschieden in geschützte Ursprungsbezeichnung (abgekürzt. g. U.) und geschützte geographische Angabe (g. g. A.). Das in gleicher Verordnung geregelte EU-Qualitätssiegel garantiert traditionelle Spezialität (g. t. S.) beschreibt hingegen ein traditionelles Herstellungsverfahren und keine Herkunft; es ist ohne geographische Herkunftsangaben. So wird das traditionell durch spontane Gärung gewonnene Bier Gueuze g. t. S. zwar regelmäßig nur in und um Brüssel produziert und diese Herstellungsmethode daher als garantiert traditionelle Spezialität (g. t. S.) geschützt. Es könnte und dürfte aber auch andernorts produziert werden. Die Verfahren vom Antrag bis zur Vergabe des Siegels sowie dessen Registrierung in der DOOR-Datenbank sind allerdings so wie bei den Zeichen für g. U. und g. g. A., mit denen es auch das äußere Grundmuster des Siegels teilt.

### Geschützte Ursprungsbezeichnung

EU-Gemeinschaftszeichen für Produkte mit geschützter Ursprungsbezeichnung (g. U.)

Die geschützte Ursprungsbezeichnung (g. U., engl. PDO) besagt, dass Erzeugung, Verarbeitung und Herstellung eines Produkts in einem bestimmten geographischen Gebiet nach einem anerkannten und festgelegten Verfahren erfolgen. Beispielsweise zählen dazu Feta- und Manouri-Käse aus Griechenland, alle französischen AOP-Käse, alle italienischen DOP-Käse und anderen DOP-Produkte, AOC-Produkte wie Käse, Oliven, Schinken, Würste und einige regionalen Brot-Sorten oder Parmaschinken, der nach neueren Urteilen sogar in der Region Parma geschnitten sein muss.
Andere Sprachen:
- englisch protected designation of origin (PDO)
- französisch appellation d’origine protégée (AOP)
- griechisch προστατευόμενη ονομασία προέλευσης (ΠΟΠ) Prostatevomeni Onomasia Proelefsis (POP)
- italienisch Denominazione d’Origine Protetta (DOP)
- polnisch chroniona nazwa pochodzenia (CNP)
- portugiesisch Denominação de Origem Protegida (DOP)
- spanisch denominación de origen protegida (DOP)
- tschechisch chráněné označení původu (CHOP)

### Geschützte geografische Angabe

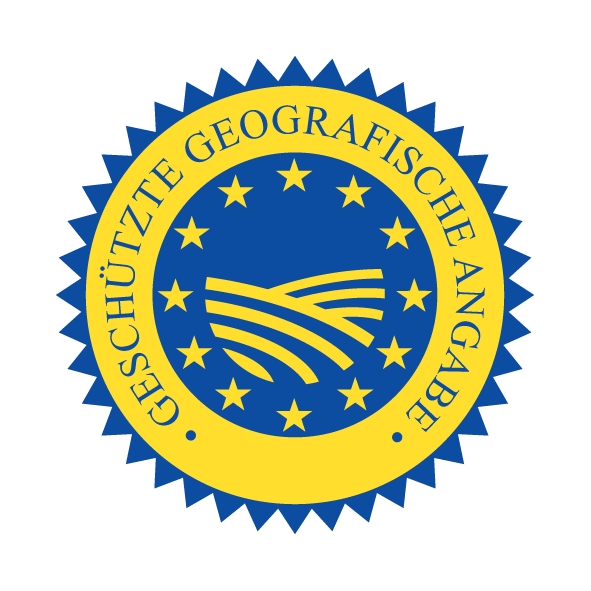
EU-Gemeinschaftszeichen für Produkte mit geschützter geografischer Angabe (g. g. A.)

Für eine geschützte geografische Angabe (g. g. A.) reicht es bereits, wenn eine der Herstellungsstufen (Erzeugung, Verarbeitung oder Herstellung) im benannten Herkunftsgebiet erfolgt.
Übersetzt heißt sie:
- englisch: protected geographical indication (PGI)
- französisch: indication géographique protégée (IGP)
- griechisch: προστατευόμενη γεωγραφική ένδειξη (ΠΓΕ) Prostatevomeni Geografiki Endixi (PGE)
- italienisch: indicazione geografica protetta (IGP)
- polnisch: chronione oznaczenie geograficzne (COG)
- portugiesisch: indicação geográfica protegida (IGP)
- spanisch: indicación geográfica protegida (IGP)
- slowakisch: chránené zemepisné označenie (CZO)
- slowenisch: zaščitena geografska označba (ZGO)
- tschechisch: chráněné zeměpisné označení (CHZO)
- ungarisch: oltalom alatt állo földrajzi jelzés (OFJ)

### Europäisches Register
Die geschützten Bezeichnungen werden in das europäische „Register der geschützten Ursprungsbezeichnungen und der geschützten geografischen Angaben“, kurz „EU-Qualitätsregister“, eingetragen. Das Register führt die Generaldirektion Landwirtschaft und ländliche Entwicklung der Europäischen Kommission.
Letztere nahm ab 1. April 2019 auch die Online-Datenbank eAmbrosia in Betrieb. Sie enthält Informationen über somit geschützte Weine, Spirituosen und sonstige Lebensmittel und ersetzte die bisherigen drei Datenbanken E-SPIRIT-DRINKS, DOOR und E-BACCHUS zum 31. Dezember 2019.

### Lebensmittelrechtlicher Schutz
Neben dem Markenschutz dienen auch lebensmittelrechtliche Lauterkeitsregeln dem Schutz der Verbraucher vor irreführender Kennzeichnung und Werbung. Dies auch ohne Registrierung als Marke, was den nationen Lebensmittelüberwachungsbehörden polizeiliche Kontrollen und Maßnahmen eröffnet.

## Deutsche geschützte Produkte

### Regelungsübersicht
Geografische Herkunftsangaben sind in Deutschland durch Regelungen im Markengesetz geschützt. Im 7. Teil des Markengesetzes wird der Schutz der geographischen Herkunftsangaben geregelt, welcher in drei Abschnitte unterteilt ist. Abschnitt 1 enthält die allgemeinen Schutzvorschriften (§§ 126–129 MarkenG). Abschnitt 2 enthält Vorschriften zur Umsetzung der Verordnung (EU) 2024/1143 (§§ 130–136 MarkenG). Der 3. Abschnitt enthält Regelungen über die Kompetenz, Rechtsverordnungen zu erlassen, die dem Schutz einzelner geographischer Herkunftsangaben dienen, sowie Verfahrensregelungen bei Anträgen und Einsprüchen nach der Verordnung (EU) 2024/1143 und Durchführungsbestimmungen zu dieser Verordnung (§§ 137–139 MarkenG). Weitere Vorschriften, die den Schutz von geographischen Herkunftsangaben betreffen, wie Straf- und Bußgeldvorschriften, sind im 9. Teil des MarkenG (§§ 143–151 MarkenG) zu finden.

### Deutsche g.U.-Produkte
(Stand: 24. Juli 2024)

#### Fleisch, frisch
- Diepholzer Moorschnucke
- Lüneburger Heidschnucke
- Weideochse vom Limpurger Rind

#### Käse
- Allgäuer Bergkäse
- Allgäuer Emmentaler
- Allgäuer Sennalpkäse
- Altenburger Ziegenkäse
- Odenwälder Frühstückskäse
- Weißlacker / Allgäuer Weißlacker

#### Obst, Gemüse und Getreide, unverarbeitet und verarbeitet
- Fränkischer Grünkern
- Stromberger Pflaume

#### Weine
Alle 13 deutschen Qualitätsweinanbaugebiete siehe Weinbau in Deutschland#Anbaugebiete sowie
- Bürgstadter Berg
- Monzinger Niederberg
- Uhlen Blaufüsser Lay / Uhlen Blaufüßer Lay
- Uhlen Laubach
- Uhlen Roth Lay
- Würzburger Stein-Berg

#### Andere Erzeugnisse
- Spalt Spalter (Hopfen)

### Deutsche g.g.A.-Produkte
Stand: 24. Juli 2024

#### Fleisch, frisch
- Bayerisches Rindfleisch / Rindfleisch aus Bayern
- Schwäbisch-Hällisches Qualitätsschweinefleisch

#### Fleischerzeugnisse
- Aachener Puttes / Oecher Puttes
- Aachener Weihnachts-Leberwurst / Oecher Weihnachtsleberwurst
- Ammerländer Dielenrauchschinken / Ammerländer Katenschinken
- Ammerländer Schinken / Ammerländer Knochenschinken
- Eichsfelder Feldgieker / Eichsfelder Feldkieker
- Flönz / Kölner Blutwurst
- Göttinger Feldkieker / Göttinger Feldgieker
- Göttinger Stracke
- Greußener Salami
- Halberstädter Würstchen
- Hofer Rindfleischwurst
- Holsteiner Katenschinken / Holsteiner Schinken / Holsteiner Katenrauchschinken / Holsteiner Knochenschinken
- Nordhessische Ahle Wurscht / Nordhessische Ahle Worscht
- Nürnberger Bratwürste / Nürnberger Rostbratwürste
- Schwarzwälder Schinken
- Spreewälder Gurkensülze
- Thüringer Rostbratwurst
- Thüringer Rotwurst
- Westfälischer Knochenschinken

#### Käse
- Hessischer Handkäse / Hessischer Handkäs
- Holsteiner Tilsiter
- Nieheimer Käse

#### Sonstige Erzeugnisse tierischen Ursprungs
- Obazda / Obatzter

#### Fette
- Lausitzer Leinöl

#### Obst, Gemüse und Getreide, unverarbeitet und verarbeitet
- Abensberger Spargel / Abensberger Qualitätsspargel
- Bamberger Hörnla / Bamberger Hörnle / Bamberger Hörnchen
- Bayerischer Meerrettich / Bayerischer Kren
- Beelitzer Spargel
- Bornheimer Spargel / Spargel aus dem Anbaugebiet Bornheim
- Dithmarscher Kohl
- Feldsalat von der Insel Reichenau
- Filderkraut / Filderspitzkraut
- Frischkräuterkomposition „Frankfurter Grüne Soße“, Frischkräuterkomposition aus Borretsch, Kerbel, Kresse, Petersilie, Pimpinelle, Sauerampfer und Schnittlauch in bestimmtem Mischungsverhältnis[11]
- Gurken von der Insel Reichenau
- Höri Bülle
- Lüneburger Heidekartoffeln
- Rheinisches Apfelkraut
- Rheinisches Zuckerrübenkraut / Rheinischer Zuckerrübensirup / Rheinisches Rübenkraut
- Salate von der Insel Reichenau
- Schrobenhausener Spargel / Spargel aus dem Schrobenhausener Land / Spargel aus dem Anbaugebiet Schrobenhausen
- Spargel aus Franken / Fränkischer Spargel / Franken-Spargel
- Spreewälder Gurken
- Spreewälder Meerrettich
- Tomaten von der Insel Reichenau
- Walbecker Spargel

#### Fisch, Muscheln und Schalentiere, frisch und Erzeugnisse daraus
- Aischgründer Karpfen
- Fränkischer Karpfen / Frankenkarpfen / Karpfen aus Franken
- Glückstädter Matjes
- Oberlausitzer Biokarpfen
- Oberpfälzer Karpfen
- Peitzer Karpfen
- Schwarzwaldforelle

#### Andere Erzeugnisse
- Elbe-Saale Hopfen
- Hessischer Apfelwein
- Hallertauer Hopfen
- Tettnanger Hopfen

#### Backwaren, feine Backwaren, Süßwaren oder Kleingebäck
- Aachener Printen
- Bayrisch Blockmalz / Bayrischer Blockmalz / Echt Bayrisch Blockmalz / Aecht Bayrischer Blockmalz
- Bayerische Brezn / Bayerische Brezen / Bayerische Brezel / Bayerische Brez’n
- Bremer Klaben
- Dresdner Christstollen / Dresdner Stollen / Dresdner Weihnachtsstollen
- Lübecker Marzipan
- Meißner Fummel
- Nürnberger Lebkuchen
- Salzwedeler Baumkuchen
- Westfälischer Pumpernickel

#### Senfpaste
- Düsseldorfer Mostert / Düsseldorfer Senf Mostert / Düsseldorfer Urtyp Mostert / Aechter Düsseldorfer Mostert

#### Teigwaren
- Schwäbische Maultaschen / Schwäbische Suppenmaultaschen
- Schwäbische Spätzle / Schwäbische Knöpfle

#### Bier
- Bayerisches Bier[12]
- Bremer Bier
- Dortmunder Bier
- Hofer Bier
- Kölsch
- Kulmbacher Bier
- Mainfranken Bier
- Münchner Bier
- Reuther Bier

#### Weine
Alle 26 deutschen Landweingebiete siehe Weinbau in Deutschland#Anbaugebiete sowie
- Großräschener See

#### Spirituosen
- Bärwurz
- Bayerischer Gebirgsenzian
- Bayerischer Kräuterlikör
- Benediktbeurer Klosterlikör
- Berliner Kümmel
- Bergischer Korn/Kornbrand
- Blutwurz
- Chiemseer Klosterlikör
- Deutscher Weinbrand
- Emsländer Korn/Kornbrand
- Ettaler Klosterlikör
- Fränkischer Obstler
- Fränkisches Kirschwasser
- Fränkisches Zwetschgenwasser
- Genièvre aux fruits/Vruchtenjenever/Jenever met vruchten/Fruchtgenever
- Genièvre/Jenever/Genever
- Hamburger Kümmel
- Haselünner Korn/Kornbrand
- Hasetaler Korn/Kornbrand
- Hüttentee
- Königsberger Bärenfang
- Korn/Kornbrand
- Münchener Kümmel
- Münsterländer Korn/Kornbrand
- Ouzo
- Ostfriesischer Korngenever
- Ostpreußischer Bärenfang
- Pfälzer Weinbrand
- Rheinberger Kräuter
- Schwarzwälder Himbeergeist
- Schwarzwälder Kirschwasser
- Schwarzwälder Mirabellenwasser
- Schwarzwälder Williamsbirne
- Schwarzwälder Zwetschgenwasser
- Sendenhorster Korn/Kornbrand
- Steinhäger

## Österreichische g.g.A.- und g.U.-Produkte
Stand 24. Juli 2024

### Backwaren, feine Backwaren, Süßwaren oder Kleingebäck
- Lesachtaler Brot (g. g. A.)

### Käse
- Ennstaler Steirerkas (g. U.),
- Gailtaler Almkäse (g. U.),
- Tiroler Almkäse / Tiroler Alpkäse (g. U.),
- Tiroler Bergkäse (g. U.),
- Tiroler Graukäse (g. U.),
- Vorarlberger Alpkäse (g. U.),
- Vorarlberger Bergkäse (g. U.)

### Fleischerzeugnisse
- Gailtaler Speck (g. g. A.),
- Tiroler Speck (g. g. A.)

### Obst und Gemüse
- Marchfeldspargel (g. g. A.),
- Pöllauer Hirschbirne (g. U.),
- Steirische Käferbohne (g. U.),
- Steirischer Kren (g. g. A.),
- Wachauer Marille (g. U.),
- Waldviertler Graumohn (g. U.)

### Öle und andere Fette
- Steirisches Kürbiskernöl (g. g. A.)

### Getränke
- Mostviertler Birnmost (g. g. A.)

### Wein
siehe Weinbau in Österreich

## Geschützte Herkunftsbezeichnungen in der Schweiz
In der Schweiz gibt es zwei geschützte Herkunftsbezeichnungen: Appellation d’Origine Protégée (AOP, geschützte Ursprungsbezeichnung) und Indication géographique protégée (IGP, geschützte geografische Angabe). Beide sind offizielle, staatlich geschützte Bezeichnungen, die von einer unabhängigen Zertifizierungsstelle kontrolliert werden. Für jedes Produkt gibt es ein exaktes Pflichtenheft, in dem die Qualität und die regionstypischen Eigenschaften definiert sind. Am 7. Mai 2013 wurde die Bezeichnung Appellation d’Origine Contrôlée (AOC) durch Appellation d’Origine Protégée (AOP) ersetzt.
Die beiden Herkunftsbezeichnungen werden in der Schweiz von der Schweizerischen Vereinigung der AOP-IGP vertreten. Die Organisation verfolgt folgende Ziele:
- den Schweizer Konsumenten die Grundlagen von AOP und IGP zu erklären
- den Produzenten je ein AOP- und IGP-Logo anzubieten
- alle von den geschützten Ursprungsbezeichnungen und geschützten geografischen Angaben profitierenden Branchenorganisationen in einem Forum zu vereinigen
- die Wahrnehmung der Interessenvertretung der Branchen innerhalb der AOP-IGP-Politik

Die offiziellen Qualitätszeichen AOP und IGP sind landwirtschaftlichen Erzeugnissen mit einer engen und traditionellen Verbindung zu ihrem Ursprungsgebiet vorbehalten.
Offiziell zuständig für die Zulassung von Produkten und Führung des Registers der Ursprungsbezeichnungen (GUB/AOP) und geografischen Angaben (GGA/IGP) ist das Bundesamt für Landwirtschaft.

### Appellation d’Origine Protégée (AOP)
Die geschützte Ursprungsbezeichnung (GUB, französisch Appellation d’Origine Protégée, AOP) darf nur für Qualitätsprodukte verwendet werden, die im Ursprungsgebiet erzeugt, verarbeitet und veredelt worden sind. AOP-Produkte der Schweiz sind:
- Abricotine AOP (Walliser Aprikosengeist)
- Berner Hobelkäse AOP
- Boutefas AOP (Schweinefleischwurst aus der Waadt)
- Cardon épineux genevois AOP (Cardy aus Genf)
- Cuchaule AOP (Freiburgisches Safranbrot)
- Damassine AOP (Pflaumenschnaps aus der Ajoie)
- Eau-de-vie de poire du Valais AOP (Walliser Birnengeist)
- Emmentaler AOP (Hartkäse)
- Formaggio d’alpe ticinese AOP (Tessiner Alpkäse)
- Huile de noix vaudoise AOP
- L’Etivaz AOP (Hartkäse)
- Glarner Alpkäse AOP
- Gruyère AOP ((Halb-)Hartkäse)
- Jambon de la Borne AOP (in Räucherkammer getrockneter Beinschinken aus dem Kanton Freiburg oder dem Broyegebiet)
- Munder Safran AOP
- Poire à Botzi AOP (Freiburger Birnensorte)
- Rheintaler Ribel AOP (gemahlener Mais)
- Sbrinz AOP ((Extra-)Hartkäse)
- Tête de Moine, Fromage de Bellelay AOP (Halbhartkäse, der mit der Girolle abgeschabt wird)
- Vacherin fribourgeois AOP (Halbhartkäse)
- Vacherin Mont-d’Or AOP (Weichkäse)
- Walliser Raclette AOP
  - Walliser Raclette Hobelkäse AOP
  - Walliser Raclette Schnittkäse AOP
- Walliser Roggenbrot AOP
- Werdenberger Sauerkäse, Liechtensteiner Sauerkäse und Bloderkäse AOP
- Zuger Kirsch / Rigi Kirsch AOP

### Kandidaten für AOP
Folgende landwirtschaftlichen Erzeugnisse haben einen Antrag zur Registrierung als AOP gestellt:
- Absinthe du Val-de-Travers
- Grappa Ticino
- St. Galler Alpkäse

### Indication géographique protégée (IGP)
Die geschützte geografische Angabe (GGA, französisch Indication géographique protégée (IGP)) dient zur Auszeichnung von traditionellen und typischen Spezialitäten einer klar definierten Region. Ein Produkt muss im Herkunftsgebiet entweder erzeugt, verarbeitet oder veredelt werden. Beispielsweise darf das Fleisch für eine IGP-Wurst auch von Tieren stammen, die ausserhalb der Region aufgezogen wurden. IGP-Produkte der Schweiz sind:
- Appenzeller Siedwurst IGP, Appenzeller Pantli IGP und Appenzeller Mostbröckli IGP, seit 25. Januar 2018[19]
- Berner Zungenwurst IGP
- Bündnerfleisch IGP, seit 1999[20]
- Café de Colombia IGP, Kaffee aus Kolumbien, wurde am 28. Mai 2013 als erstes ausländisches Produkt als geschützte geografische Angabe (IGP), gemäss Verfügung des Bundesamtes für Landwirtschaft, in das Register der Ursprungsbezeichnungen und geografischen Angaben eingetragen.[21][22]
- Glarner Kalberwurst IGP
- Longeole IGP, Saucisson aus Genf
- Saucisse d’Ajoie IGP, Wurst aus der Ajoie
- Saucisson neuchâtelois IGP und Saucisse neuchâteloise IGP, Neuenburger Saucisson
- Saucisson vaudois IGP, Waadtländer Saucisson
- Saucisse aux choux vaudoise IGP, Waadtländer Kohlwurst
- St. Galler Bratwurst / St. Galler Kalbsbratwurst IGP
- Walliser Rohschinken IGP
- Walliser Trockenfleisch IGP
- Walliser Trockenspeck IGP
- Zuger Kirschtorte IGP, Torte aus dem Kanton Zug

### Kandidaten für IGP
Folgende landwirtschaftlichen Erzeugnisse haben einen Antrag zur Registrierung als IGP gestellt:
- Absinth aus dem Val de Travers

### Wein
siehe Weinbau in der Schweiz

## Griechische g.g.A.- und g.U.-Produkte
Stand März 2021
- Patata Naxou Πατατά Νάξου (Kartoffel von der Insel Naxos) (g. g. A.)
- Rodi Ermionis Ρόδι Ερμιόνις (Granatapfel aus Ermioni) (g. U.)
- Ladotyri Mytilinis Λαδοτύρι Μυτιλήνης (Ladotyri aus Mytilini) (g. U.)
- Kopanisti Κοπανιστί (g. U.)
- Kalathaki Limnou Καλαθάκι Λίμνου (g. U.)
- Kaseri Κασέρι (g. U.)
- Feta Φέτα (g. U.)
- Graviera Naxou Γραβιέρα Νάξου (g. U.)
- Graviera Kritis Γραβιέρα Κρίτης (g. U.)
- Graviera Agrafon Γραβιέρα Αγραφών (g. U.)
- Kefalograviera Κεφαλογραβιέρα (g. U.)

## Italienische g.g.A.- und g.U.-Produkte (Auswahl)
In Italien gibt es 315 Produkte (Stand Mai 2021) sowie 405 Weine mit geschützten Bezeichnungen. Zudem tragen weitere 5335 Produkte die nationale Kennzeichnung Prodotto agroalimentare tradizionale (PAT).
- Aceto Balsamico Tradizionale di Modena (g. g. A.)[27]
- Bresaola della Valtellina (g. g. A.)
- Panforte di Siena (g. g. A.)
- Radicchio Rosso di Treviso (g. g. A.)[28]
- Mozzarella di Bufala Campana (g. U.)
- Parmigiano Reggiano (g. U.)
- Grana Padano (g. U.)
- San-Marzano-Tomate (g. U.)
- Burrata di Andria (g. U.)

## Polnische g.g.A.- und g.U.-Produkte
Stand August 2014
- Bryndza Podhalańska (g. U.)
- Oscypek (g. U.)

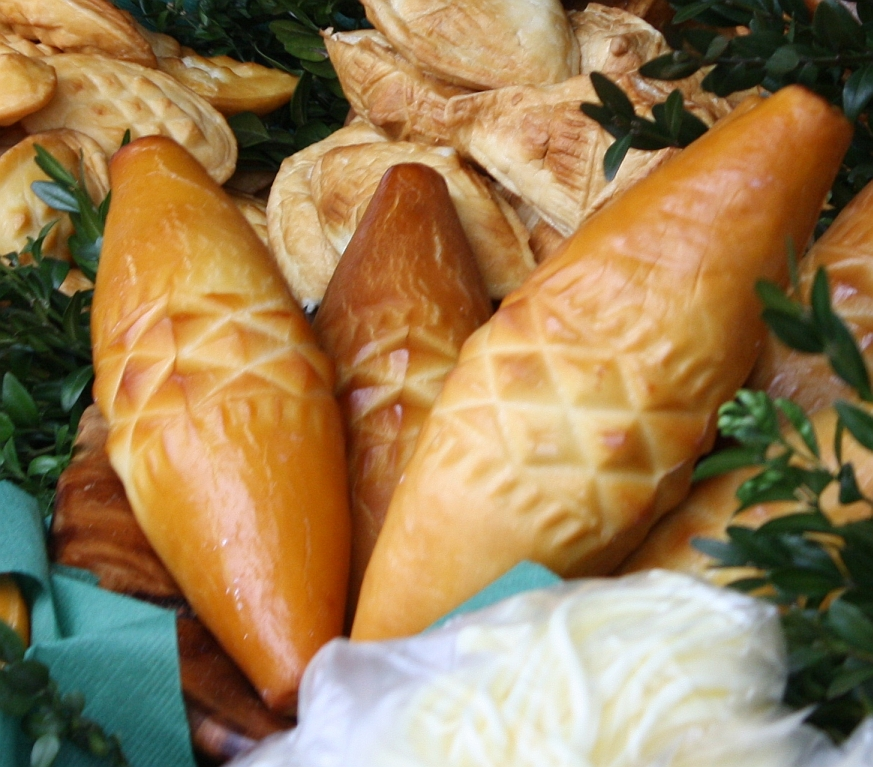
„Oscypki“ g. U. (geräucherter Schafskäse) aus der polnischen Tatra

- Miód wrzosowy z Borów Dolnośląskich (g. g. A.)
- Rogal świętomarciński (g. g. A.)
- Wielkopolski ser smażony (g. g. A.)
- Andruty kaliskie (g. g. A.)
- Truskawka kaszubska (poln.) / Kaszëbskô malëna (csb.) (g. g. A.)
- Redykołka (g. U.)
- Wiśnia nadwiślanka (g. U.)
- Fasola korczyńska (g. g. A.)
- Miód kurpiowski (g. g. A.)
- Podkarpacki miód spadziowy (g. U.)
- Suska sechlońska (g. g. A.)
- Kiełbasa lisiecka (g. g. A.)
- Krupnioki śląskie (g. g. A.), seit 2016
- Obwarzanek krakowski (g. g. A.)
- Śliwka szydłowska (g. g. A.)
- Jabłka łąckie (g. g. A.)
- Chleb prądnicki (g. g. A.)
- Karp zatorski (g. U.)
- Miód drahimski (g. g. A.)
- Kołocz śląski / kołacz śląski (g. g. A.)
- Jabłka grójeckie (g. g. A.)
- Fasola Wrzawska (g. U.)
- Fasola Piękny Jaś z Doliny Dunajca / Fasola z Doliny Dunajca (g. U.)
- Ser koryciński swojski (g. g. A.)
- Jagnięcina podhalańska (g. g. A.)
- Cebularz lubelski (g. g. A.)

## Slowakische g.g.A.- und g.U.-Produkte
Stand August 2014
- Skalický trdelník (g. g. A.)
- Slovenská parenica (g. g. A.)
- Slovenská bryndza (g. g. A.)
- Slovenský oštiepok (g. g. A.)
- Oravský korbáčik (g. g. A.)
- Tekovský salámový syr (g. g. A.)
- Zázrivský korbáčik (g. g. A.)
- Paprika Žitava / Žitavská paprika (g. U.)

## Spanische g.g.A.- und g.U.-Produkte
- Espárrago Verde de Guadalajara (g.g.A.)

## Tschechische g.g.A.- und g.U.-Produkte
- Budějovické pivo (Budweiser Bier – Budweiser Budvar)[29]
- Budějovický měšťanský var (Budweiser Bürgerbräu)[29]
- Českobudějovické pivo (Böhmisch Budweiser Bier)[29]
- Hořické trubičky (Höritzer Röllchen)[29]
- Špekáček, eine in Tschechien verbreitete Speckwurst[30]
- Karlovarské oplatky und Karlovarské trojhránky, deutsche Bezeichnung „Karlsbader Oblaten“, seit 2016 darf der Begriff „Karlsbader Oblaten“ nicht mehr für Waffeln verwendet werden, die der Spezifikation für „Karlovarské oplatky“ nicht entsprechen.[31]
- Karlovarský suchar (Karlsbader Zwieback)[29]
- Lomnické suchary (Lomnitzer Zwieback)[29]
- Nošovické kysané zelí (Noschowitzer Sauerkraut)[29]
- Pardubický perník (Pardubitzer Lebkuchen)[29]
- Pohořelický kapr (Pohrlitzer Karpfen)[29]
- Štramberské uši (Stramberger Ohren)[29]
- Žatecký chmel (Saazer Hopfen)[29]
- Olomoucký tvarůžek (Olmützer Quargel)

## Ungarische g.g.A.- und g.U.-Produkte
(Stand Juli 2014)
- Alföldi kamillavirágzat
- Budapesti téliszalámi
- Csabai kolbász / Csabai vastagkolbász
- Gönci kajszibarack
- Gyulai kolbász / Gyulai pároskolbász
- Hajdúsági torma
- Kalocsai fűszerpaprika örlemény
- Magyar szürkemarha hús
- Makói vöröshagyma / Makói hagyma
- Szegedi fűszerpaprika-őrlemény / Szegedi paprika
- Szegedi szalámi / Szegedi téliszalámi (Salami aus Szeged)
- Szentesi paprika
- Szőregi rózsatő

## Afrikanische g.g.A.- und g.U.-Produkte
Der südafrikanische Rooibos-Tee hat im Juni 2021 als erstes afrikanisches Produkt den PDO- und PGI-Status erhalten.

## Herkunftsbezeichnungen Non-Food
Herkunftsbezeichnungen haben sich auch im Non-Food Bereich als Recht etabliert und werden von Gerichten in der gesamten EU anerkannt. So werden für Parfum, Duftwasser folgende Bezeichnungen als eingetragene Marken geführt.
- Echt Kölnisch Wasser (Original Eau de Cologne) aus Köln[33]
- Original Eau de Cologne unter Nr. 39978180.3 eingetragene Marke beim DPMA
- Echt Kölnisch Wasser unter Nr. 39978178.1 eingetragene Marke beim DPMA

## Herkunftshinweis „Made in …“
Neben den geschützten Herkunftsbezeichnungen wird auf vielen Produkten auf das Herstellungsland hingewiesen.
Beispiele
- Made in Germany
- Made in Austria
- Swiss Made
- Made in Luxembourg
- Made in EU